# Plocoglottis bicallosa
Plocoglottis bicallosa är en orkidéart som beskrevs av Oakes Ames. Plocoglottis bicallosa ingår i släktet Plocoglottis och familjen orkidéer.
Artens utbredningsområde är Filippinerna. Inga underarter finns listade i Catalogue of Life.